# マリヤム・ウッザマーニー・ベーグム
マリヤム・ウッザマーニー・ベーグム（ウルドゥー語：مریم الزمانی بیگم صاحبہ, Maryam uz-Zamani Begum, 1542年10月1日 - 1623年5月19日）は、北インド、ムガル帝国の第3代皇帝アクバルの妃。同国第4代皇帝ジャハーンギールの母でもある。ハルカー・バーイー（Harka Bai）、ジョーダー・バーイー（Jodha Bai）、ヒール・クンワーリー（Heer Kunwari）とも呼ばれる。

## 生涯

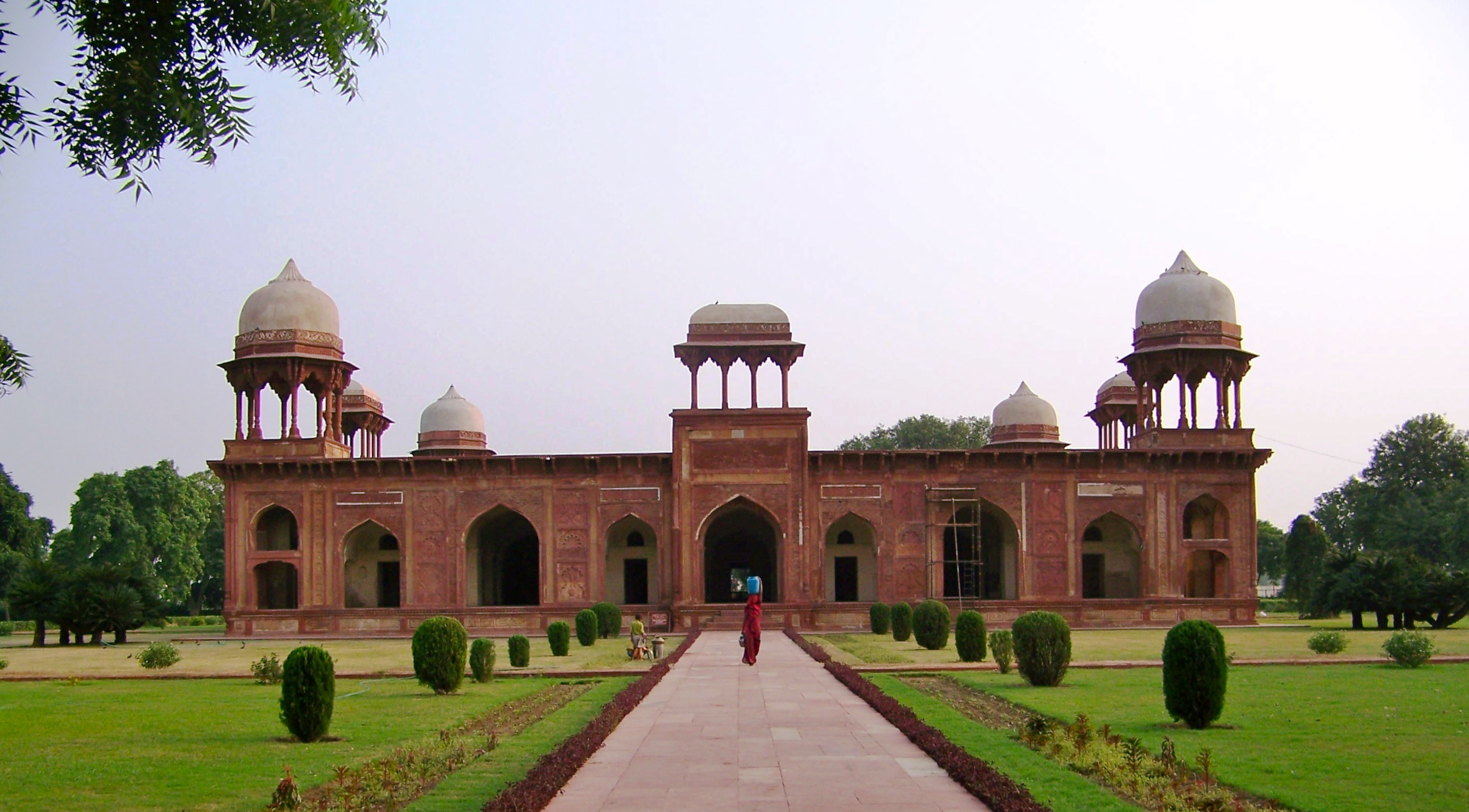
マリヤム・ウッザマーニー廟

1542年10月1日、アンベール王国の君主バール・マルの娘として生まれた。
兄弟にはバグワント・ダースがいる。
1562年、父バール・マルはムガル帝国の皇帝アクバルと同盟を結び、ハルカー・バーイーを盟約の証として皇帝に嫁がせた。
同年2月6日、二人の結婚式はアンベール付近のサーンバルで執り行われた。
ハルカー・バーイーはムスリムと結婚したものの、ヒンドゥー教から改宗することはなかった。とはいえ、彼女はムスリム風の「マリヤム・ウッザマーニー」（時代のマリヤ）の称号を名乗った。
1569年8月31日、マリヤム・ウッザマーニーはファテープル・シークリーで、アクバルの皇子サリームを出産した。これがのちの皇帝ジャハーンギールである。
1572年9月11日、マリヤム・ウッザマーニーは別の皇子ダーニヤールをアジュメールで出産した。
1605年10月、アクバルが死亡したのちも、マリヤム・ウッザマーニーは皇太后としてジャハーンギールの治世を生きた。
1623年5月19日、マリヤム・ウッザマーニーはアーグラで死亡した。死後、同年から1627年にかけて、マリヤム・ウッザマーニー廟がアクバル廟から1キロの地点に建設された。